# Ламінування вій

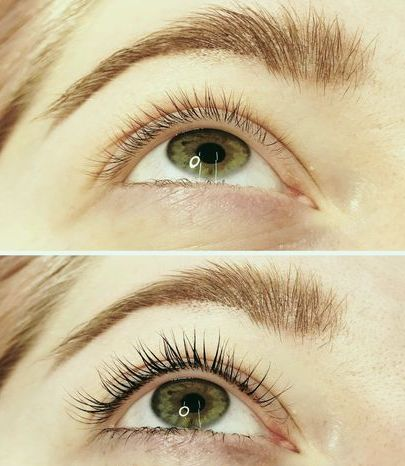
Вії перед та після ламінування

Ламінува́ння вій — (від лат. lamina — тонка пластина, лист, шар) — техніка в косметології, яка застосовує нанесення шарів кератину, фарби, нейтралізуючих компонентів,  для  додавання блиску, вигину та кольору. Синоніми: кератиновий ліфтинг, кератинування, ліфтинг вій, завивка вій , біозавивка.

## Технологія ламінування
- Косметолог оцінює густоту, кольор та довжину вій, форму очей. Після обговорення з клієнтом вибирає бажану форму і колір.
- Процедура проходить з закритими очима клієнта, фахівець фіксує вії на силіконовій формі, що за розміром відповідає бажаному вигину.
- По черзі наносяться компоненти, що знежирюють і розм'якшують волоски, формують вигин, колір і блиск.
- Кожен шар залишається на віях 10-15 хвилин, загальна тривалість процедури складає 1,5-2 години.
- Завершальним етапом наноситься склад, що містить кератин, вітаміни та інші речовини.

## Історія розвитку
Підфарбовування вій відомо з часів стародавнього Єгипту (3500 — 2500 р.р. до н. е.) Пріоритет у винаході першого пристрою для завивки вій залишається спірним. Проте відомо, що перший патент 1931 року належить Вільяму МакДонеллу і описує прилад «курлаш» (kurlash), який багато в чому зберіг принцип дії до теперішнього часу. Пристрій з нержавіючої сталі протягом декількох секунд за рахунок механічного здавлювання надає віям необхідну форму. Хімічні методи завивки волосся застосовуються з 1905 року (вперше запропоновані німецьким перукарем Чарльзом Несслером), а ламінування вій як широко доступна процедура відома з 2000 року. У 2008 році Aesthetic Korea Co., Ltd. почала виробляти продукцію, напівперманентні вії, які стали популярними в Кореї. З тих пір було створено кілька подібних компаній, що мало значний вплив на сусідні країни, включаючи Китай і Японію. Однак через щорічне зростання вартості робочої сили в Південній Кореї багато виробників переїхали з Південної Кореї до Китаю чи В’єтнаму. У 2014 році засновниця компанії One Two Cosmetics Кеті Стока з Маямі винайшла магнітні накладні вії як альтернативу тим, які використовують клей. Сьогодні магнітні вії стають все більш поширеними, і багато основних брендів, таких як Ardell і To Glam, пропонують більш доступні варіанти. Однак це накладні вії, а не нарощені вії.

## Результати
Основним результатом техніки є підкручування вій і надання їм вигину. У порівнянні до вихідної форми, при погляді спереду вигнуті вії виглядають яскравіше і краще підкреслюють форму очей. Вигин можна змінювати в широких межах: від легкого підняття аж до полувітка. Збільшення обсягу і блиску, а також підфарбовування волосків зменшують або виключають необхідність використання туші для вій.

## Догляд
Через 24-48 годин після процедури немає ніяких обмежень в догляді. Можливе використання косметики, засобів зростання і живлення вій. У перші 24 години після сеансу важливо уникати контакту з водою. Ламіновані вії не втрачають форми від витирання очей, водних процедур, занять спортом і т. д. Ефект зберігається від чотирьох до восьми тижнів. Потім волоски поступово розгинаються і на шостому тижні відтінок тьмяніє. Вії при цьому не виглядають нерівномірно розрідженими, як це буває, коли поступово втрачаються накладні. При нанесенні туші зменшення ефекту ламінування можна повністю скомпенсувати.

## Переваги техніки в порівнянні з аналогічними
- Ефект ламінування триває довше, ніж від інших технік, відсутні обмеження в догляді і застосуванні косметики.
- Нарощування вій дозволяє отримати практично необмежену довжину і густоту. Ламінування дає більш природний, хоча і менш виражений результат.
- Термічна завивка вій щипцями (праскою) пошкоджує волоски, може змінити колір, вигин зберігається до першого контакту з водою.
- Механічна завивка має короткочасну дію (до 12 годин).
- При ламінуванні крім вигину досягається стійке фарбування, збільшення об'єму та блиску вій, чим вигідно відрізняється від термічної та механічної завивок.

## Протипоказання
Як і будь-яка процедура, яка виконується із застосуванням хімічних речовин, ламінування несе певний ризик. Компоненти включають в себе запатентовані рецептури, тому медичні фахівці не можуть детально проаналізувати інгредієнти і визначати, чи є вони на 100 відсотків безпечними.
«Не дивлячись на те, що ми не спостерігали конкретних випадків, коли у пацієнтів були негативні наслідки від кератинового ліфтингу, ми радимо нашим пацієнтам проявляти обережність при застосуванні невідомих рецептур в очах або навколо очей» — Майкл Дж. Ерлі, доктор оптікометрії, декан Коледжу оптики штату Огайо.. Перед процедурою необхідно видалити контактні лінзи. Процедура може проводитися не раніше 6-12 місяців після операцій на очах, включаючи блефаропластику (підтяжку шкіри повік) і LASIK. Відомо, що побічні ефекти цієї процедури включають в себе алергічні реакції та подразнення шкіри навколо очей.

## Перелік посилань
1. ↑  Lauren Valenti (4 травня 2015). The History of Women and Their Eyelashes. Marie Claire (eng) . Архів оригіналу за 19 листопада 2018. Процитовано 20 листопада 2018.
2. ↑   https://web.archive.org/web/20210615035959/https://aesthetickorea.com/default/company/company_02.php?topmenu=1&left=2. Архів оригіналу за 15 червня 2021. Процитовано 18 серпня 2022. {{cite web}}: Пропущений або порожній |title= (довідка)
3. ↑  Maheshwari, Sapna (25 серпня 2017). In Social Media Era, Selfies Are the New Tupperware Party. The New York Times (амер.). ISSN 0362-4331. Процитовано 18 серпня 2022.
4. ↑  Korin Miller (14 березня 2016). Lash Lifts Are Now a Thing—Should You Try It?. Women's Health (eng) . Архів оригіналу за 6 лютого 2019. Процитовано 20 листопада 2018.